# Sechzehnzylindermotor
Der Sechzehnzylinder ist eine Bauart von Hubkolbenmotoren, insbesondere von Verbrennungsmotoren.

## Beschreibung

### Bauarten
Sechzehnzylinder gibt es fast ausschließlich als wassergekühlte V-Motoren, da sie als Reihenmotor sehr lang wären und große Herausforderungen bei der Fertigung von Kurbelwelle oder Motorblock stellen würden. Darüber hinaus wurden U- und H-Motoren mit zwei Kurbelwellen und Doppel-V-Motoren mit vier Zylinderbänken und einer Kurbelwelle verwirklicht.
Die Motoren können sowohl als Otto- wie auch als Dieselmotor ausgelegt sein.

### Anwendungen
- als Großmotoren in Diesellokomotiven, Muldenkippern, Großbaggern, Motorschiffen und Kraftwerksanlagen,
- einige wenige PKW-Modelle der Oberklasse, Supersportwagen und Rennwagen,
- in Flugzeugen,
- in den beiden Zeppelinen LZ 129 „Hindenburg“ und LZ 130 „Graf Zeppelin II“.

Dabei sind es aber meist Kleinst-Serien oder Einzelstücke.

### Laufruhe
Sechzehnzylinder-V-Motoren sind sehr laufruhig, da durch die hohe Zylinderzahl die freien Massekräfte besser ausbalanciert sind als bei V-Motoren mit kleinerer Zylinderzahl.
Nur in einem Ausnahmefall – beim Supersportwagen Cizeta V16T – hat der V16 eine andere Kurbelwellen-Kröpfung bzw. Zündfolge als die übliche und ist darauf ausgelegt, sehr hohe Drehzahlen zu erreichen. Daher ist das Laufgeräusch weniger kultiviert.

## Automobile mit Sechzehnzylindermotoren
(Geordnet nach den Jahreszahlen)
- Bugatti baute 1929 den T-45-Rennwagen mit Sechzehnzylindermotor. Der Motor basierte auf einer Konstruktion, die Ettore Bugatti in den letzten Jahren des Ersten Weltkriegs als Flugzeugmotor entwickelt hatte. Er bestand aus zwei selbstständigen, nebeneinander stehenden Reihenachtzylindern mit jeweils einer eigenen Kurbelwelle. Die Kurbelwellen wurden durch ein in der Mitte liegendes Vorlegegetriebe miteinander verbunden. Diese Konstruktion wurde als U-16-Motor bezeichnet. Der Hubraum belief sich auf 3,8 Liter; jeder Zylinder hatte drei Ventile. Bis 1930 entstanden zwei Exemplare; ein Fahrzeug wurde werksseitig bei Bergrennen eingesetzt. Ein weiteres Sechzehnzylinder-Modell, der T 47, war als Grand-Sport-Wagen konzipiert, wurde aber nie fertiggestellt.
- 1929 entwickelte Maserati mit dem Maserati V4 einen Rennwagen mit 16 Zylindern. Das Auto gewann zwei Grand-Prix-Rennen.

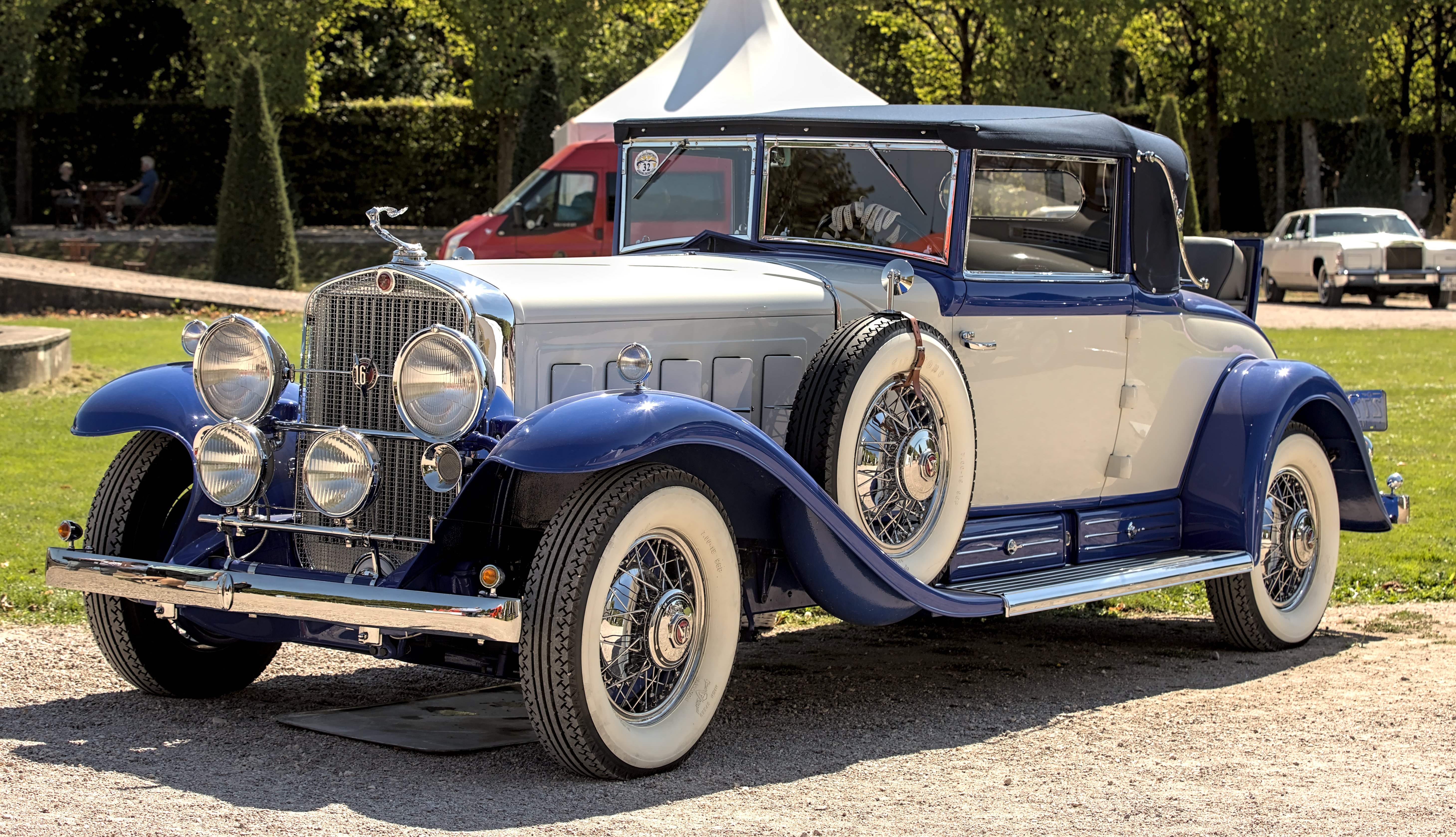
Cadillac V16 Convertible Coupe 1930

- Cadillac V16 Convertible Coupe 1930 Cadillac baute in den 1930er-Jahren zwei Typen mit Sechzehnzylindermotor: Von 1930 bis 1935 wurde der Series 452 mit 7,4-Liter-V16 hergestellt, gefolgt vom Series 90 bis 1940 mit 7,1-Liter-V16. Die Fahrzeuge wurden mit unterschiedlichsten Karosserien – Coupés, Roadster, Limousinen – von verschiedenen Herstellern angeboten; insgesamt wurden rund 4300 Fahrgestelle bzw. Fahrzeuge hergestellt.
- In Frankreich stellte Bucciali 1931 den Double Huit vor, ein Produkt mit noch immer nicht gänzlich geklärter Historie. Insbesondere ist nicht klar, ob der Motor funktionstauglich war und – wenn ja – wie viele Exemplare hergestellt wurden.
- Von 1931 bis 1933 entstand bei Marmon, Indianapolis (Indiana), USA, ein 8,0 Liter großer V16-Motor, mit dem Marmon gegen Cadillac konkurrieren wollte, der aber nur eine sehr geringe Verbreitung erreichte. Zeitgenössische Berichte schrieben Marmons Sechzehnzylinder-Motor eine noch größere Laufruhe zu als der Cadillac-Konstruktion.

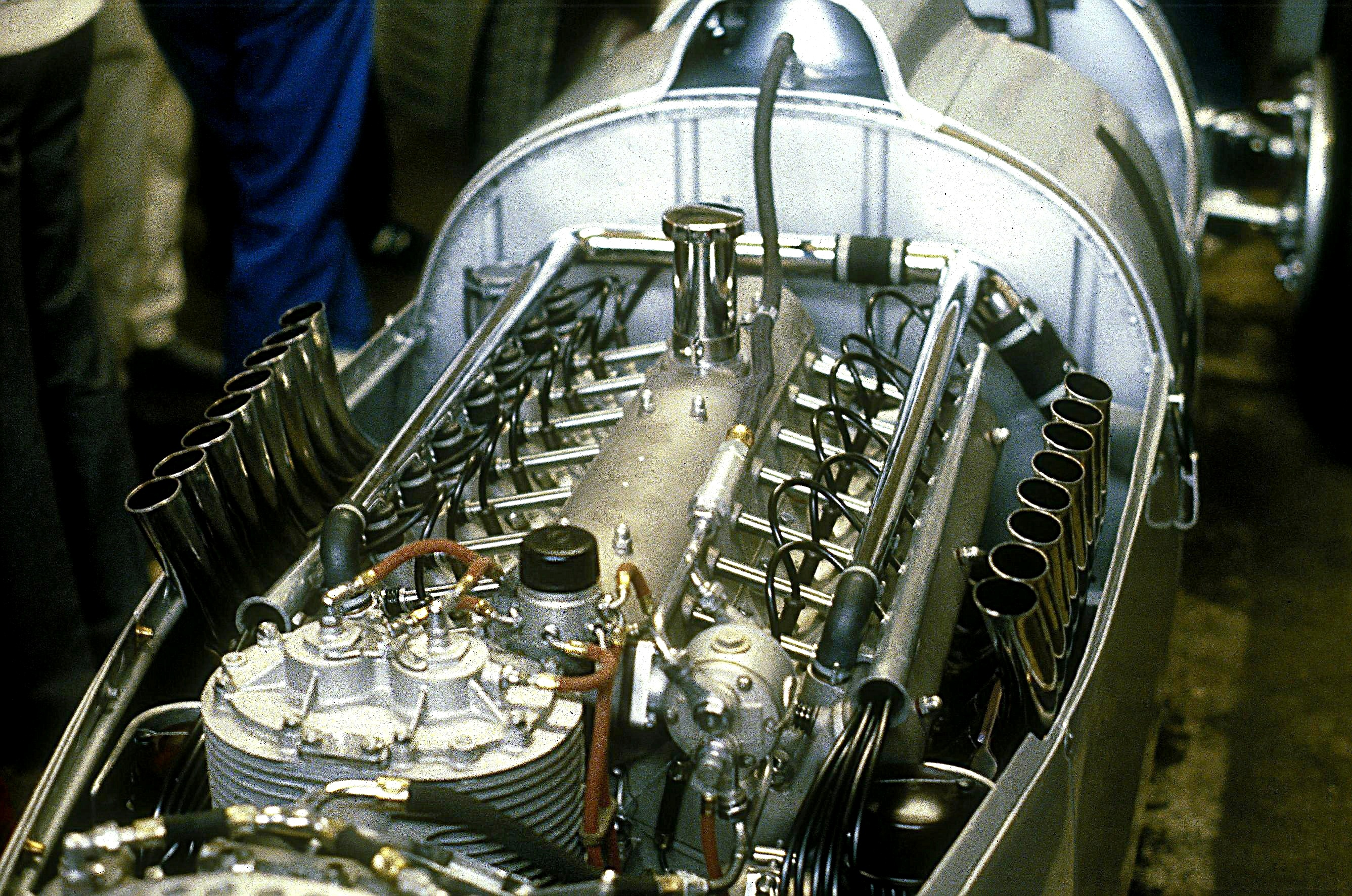
16-Zylinder-Motor eines Auto-Union-Typs C

- 16-Zylinder-Motor eines Auto-Union-Typs C Die Auto-Union-Rennwagen der 750-kg-Klasse hatten in den 1930er-Jahren V16-Motoren. Anfangs (1934) leistete der V16 295 PS bei 4,4 l Hubraum (Typ A), bereits 1935 wurden aus 5 l Hubraum 373 PS (Typ B) und 1936 aus 6 l Hubraum 520 PS (Typ C) erzielt.
- Alfa Romeo setzte in den Jahren 1938 und 1939 den Grand-Prix-Einsitzer Tipo 316 ein. Dieser hatte einen V16-Motor, der 440 PS leistete und den Wagen auf etwa 300 km/h beschleunigte. Den Abschluss der Entwicklung von Sechzehnzylindermotoren bei Alfa Romeo bildeten schließlich der Grand-Prix-Einsitzer Tipo 162 aus den Jahren 1939/40 mit einer Leistung von 490 PS und die mit dem gleichen Motor angetriebene Rennlimousine Tipo 163 von 1941. Von beiden Ausführungen, die jeweils über einen V16-Motor mit vier im Kopf um 90° geneigten Ventilen pro Zylinder verfügten, wurde jeweils nur ein Fahrzeug gebaut.
- In Großbritannien entwickelte der Rennstall B.R.M. 1950 und 1966 jeweils einen Sechzehnzylindermotor für den Einsatz in der Formel 1. Der V16-Motor für 1950 bis 1952 war mit einem Hubraum von 1,5 Litern extrem klein; er wurde durch einen zweistufigen Zentrifugalkompressor von Rolls-Royce aufgeladen. Er leistete bei 12.000/min rund 440 kW und war damit der Konkurrenz, gemessen an der Leistung, deutlich überlegen, aber andererseits sehr anfällig, was häufig zu Ausfällen führte. Das beste Formel-1-Ergebnis, das der BRM P15 mit dem V16 erreichte, war der fünfte Platz beim Großen Preis von Großbritannien 1951.
- Der zweite Sechzehnzylindermotor von B.R.M. war als H-16-Motor konzipiert. Das heißt, er bestand aus zwei übereinander liegenden 180°-V-Achtzylindermotoren mit gemeinsamem Motorblock, die über Zahnräder gekoppelt waren. Der Motor war sehr schwer und nach den Worten des Motorsporthistorikers David Hodges „hoffnungslos unzuverlässig“ („desperately unreliable“). Der Motor wurde in den Rennwagen BRM P83 eingebaut und vom B.R.M.-Werksteam von Ende 1966 bis Anfang 1968 in insgesamt 32 Rennen eingesetzt. Das übergewichtige Auto – die Rede war von 135 Kilogramm über dem vorgeschriebenen Mindestgewicht – kam nur zwölfmal ins Ziel; das beste Ergebnis war ein zweiter Platz von Jackie Stewart.
- In der Schweiz entwickelte Sbarro 1976 das Modell Royale. Äußerlich war das als viertürige Berline gestaltete Fahrzeug dem Bugatti Typ 41 („Bugatti Royale“) nachempfunden; konkret hatte die 1933 von Park Ward für das Chassis 41-131 gestaltete Karosserie als Vorbild gedient. Das Fahrzeug wurde von einem Sechzehnzylinder angetrieben, den Sbarro durch die Verbindung zweier V8-Motoren von Rover herstellte. Der Sbarro Royale wurde auf Wunsch eines Kunden aus dem arabischen Raum gebaut und blieb ein Einzelstück.
- In Italien wurde von 1991 bis 1995 der Cizeta V16T produziert.
- 2003 stellte Cadillac den Prototyp Sixteen vor, der an den V16 aus den 1930er Jahren erinnern sollte. Der Wagen war mit einem 13,6-l-V16-Motor ausgestattet. Er ging nie in Serie.
- Der von 2005 bis 2015 hergestellte Sportwagen Bugatti Veyron 16.4 verfügte über einen aufgeladenen 16-Zylinder-Motor mit 8,0 Litern Hubraum.
- Isdera 

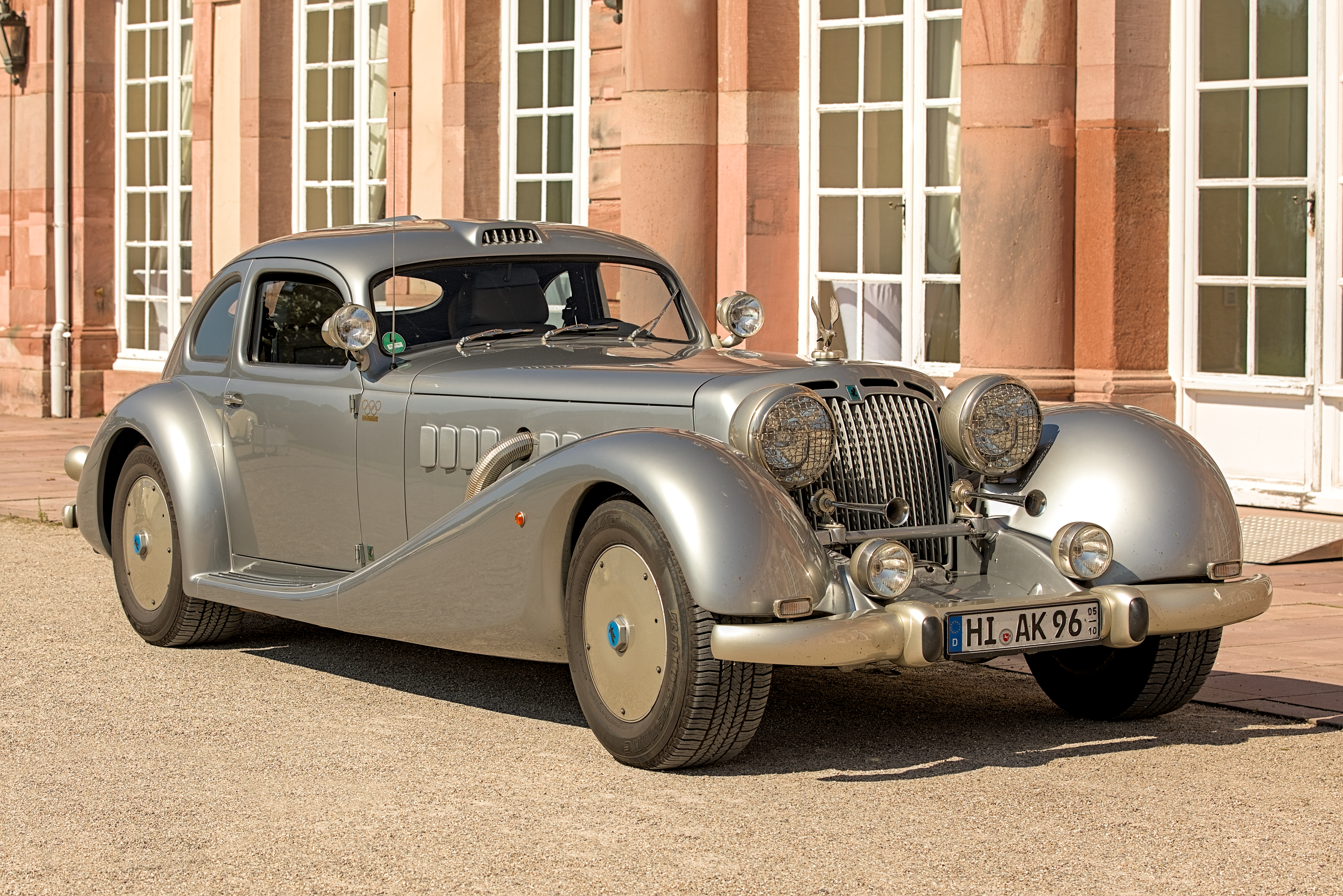
Isdera
Autobahnkurier 116i

 Autobahnkurier 116i 2006 baute der deutsche Hersteller Isdera als Einzelstück den Isdera Autobahnkurier 116i. Angetrieben wird der 2+2-sitzige Sportwagen im Stil der 1930er-Jahre von zwei V8-Motoren, die zusammen 10 l Hubraum haben.
- Defining Extreme Vehicles Car Industry in Dubai arbeitete seit etwa 2008 an dem Devel Sixteen, einem Hypersportwagen mit einem Vierfach-Turbo-V16-Motor mit 12,3 Liter Hubraum. Dieser Motor basiert auf zwei V8-Motoren und soll über 3675 kW (5000 PS) leisten; es wird ein Getriebe aus Dragstern verwendet. Die Endgeschwindigkeit sollte deutlich über 500 km/h liegen.[1] Der erste noch nicht fahrbare Prototyp erschien 2013 auf der Motorshow in Dubai. Die Form verweist an der Front und mit zwei großen Auspuffendrohren auf die McDonnell Douglas F-15.[2][3] Der Motor leistet bei einem Ladedruck von 1,4 bar etwas mehr als 2205 kW (3000 PS) und hat ein Drehmoment von 3250 Nm, bei 2,5 bar Ladedruck und Kraftstoff mit einer höheren Oktanzahl werden es 3352 kW (4560 PS) und 4750 Nm. Die ursprünglich genannte Leistungsstufe erfordert weitere Anpassungen am Motor und ist einem reinen Rennfahrzeug vorbehalten.[4][5] Die Entwicklung des Wagens verzögerte sich, weil keine Reifen existierten oder entwickelt werden konnten, die dieser Leistung und gewünschten Endgeschwindigkeit standhalten können.[6] Als 2022 der Prototyp auf öffentlichen Straßen getestet wurde, war der Wagen mit V8-Motor (Höchstgeschwindigkeit 400 km/h) erhältlich.[7][8]

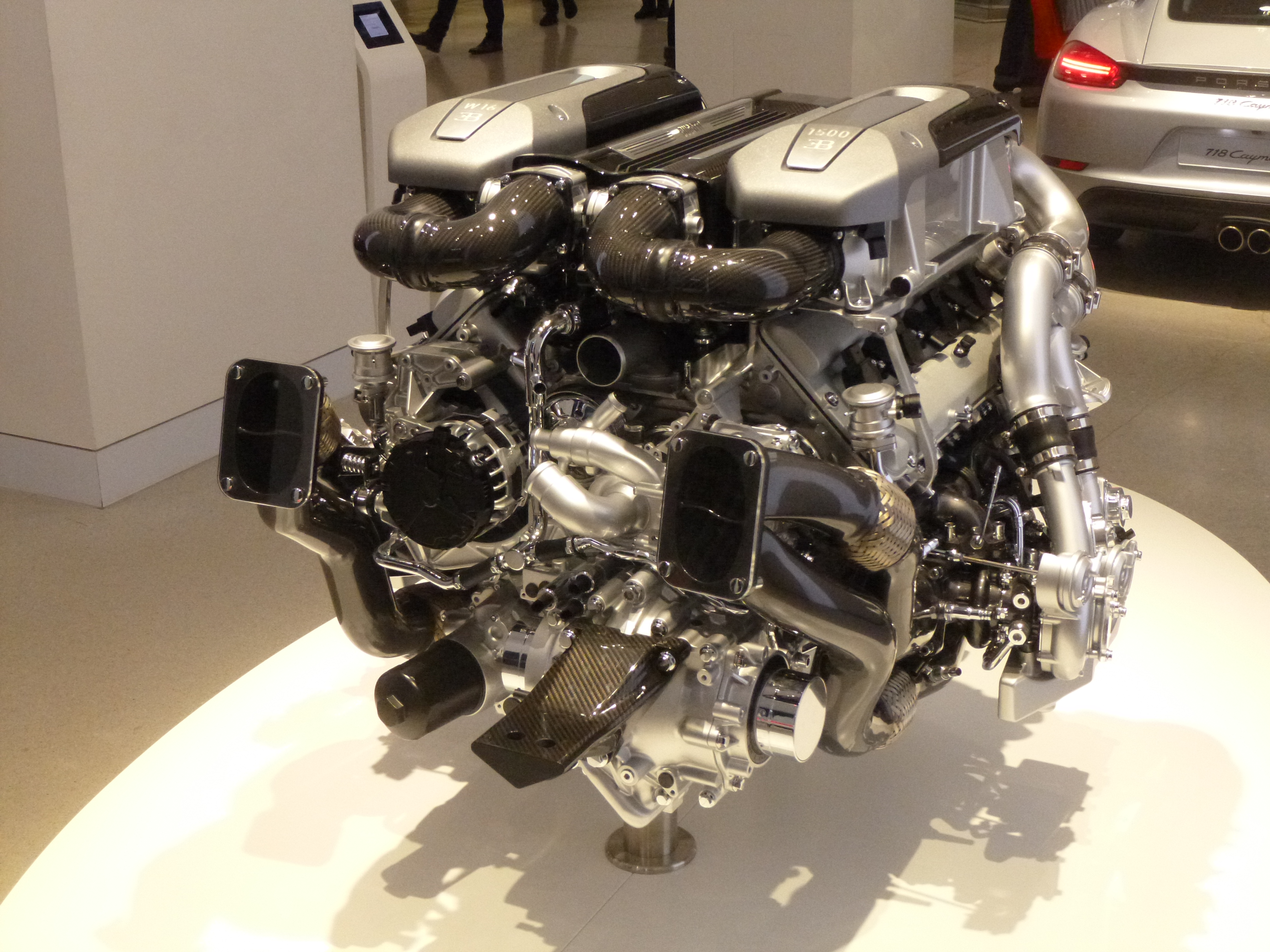
W16-Motor des Bugatti Chiron

- Der von 2016 bis 2024 gebaute W16-Motor des Bugatti Chiron Bugatti Chiron, verfügte, wie sein Vorgänger Veyron, über einen aufgeladenen 16-Zylinder-Motor mit 8,0 Litern Hubraum.